# His Friend, the Burglar
His Friend, the Burglar è un cortometraggio muto del 1911 diretto da Harry Solter e prodotto dalla Lubin.

## Trama
Un marito, dopo aver passato la serata fuori, escogita uno stratagemma per poter sgaiattolare in casa.

## Produzione
Il film fu prodotto dalla Lubin Manufacturing Company.

## Distribuzione
Distribuito dalla General Film Company, il film - un cortometraggio in una bobina - uscì nelle sale statunitensi il 9 marzo 1911.